# Mosteiro de Monfero

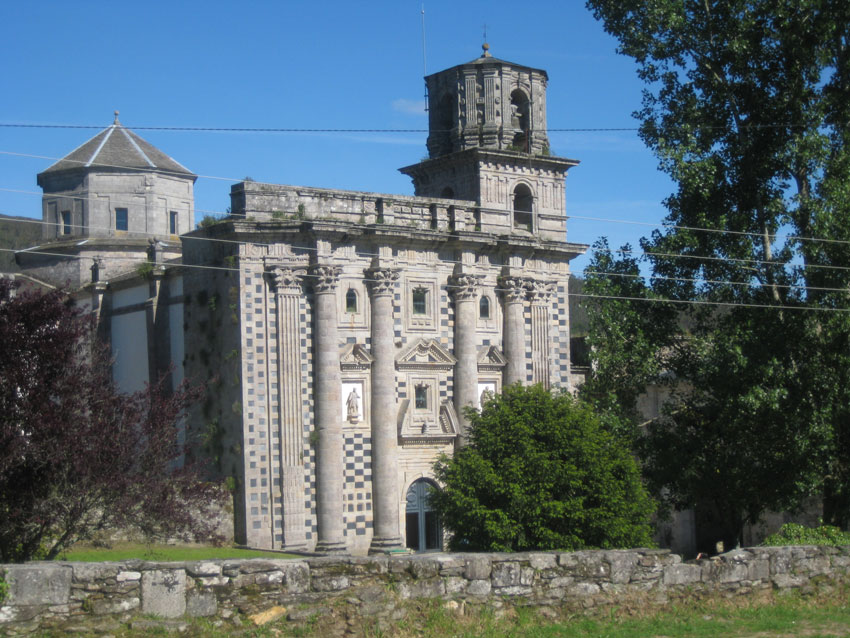
Fachada da igreja do mosteiro

O Mosteiro de Monfero é um mosteiro medieval localizado nas Fragas do Eume, a noroeste da Galiza, do qual se conserva ainda em bom estado a igreja, enquanto as dependências monacais estão em estado ruinoso.

## Situação Geográfica
O mosteiro encontra-se encravado num âmbito rural pertencente ao Município de Monfero, ao qual dá nome, na freguesia de São Fiz, lugar do convento.
Monfero é uma localidade da província da Corunha, com uma população de cerca de três mil habitantes e com uma superfície de 174 km2, um vasto território de média montanha.

## História
A origem desde mosteiro remonta ao século X, no qual já existia uma ermida dedicada a São Marco. Este cenóbio favorecido pelo rei da Galiza Bermudo II, sofreu os ataques das invasões normandas, sendo posteriormente reconstruído em 1134, a iniciativa do rei Afonso VII em colaboração com alguns nobres cavaleiros como Alfonso Bermúdez e o conde Pedro Osório, quem fez doações e concedeu privilégios acolhendo-se eles mesmos à vida monacal.
A edificação da igreja de estilo românico constava de três naves, construída ao mesmo tempo em que o edifício do Mosteiro ao que chegaram os primeiros monges da ordem de S. Bento.
Uns anos mais tarde, em 1147 acolhem-se à reforma cistercense através do Mosteiro de Sobrado dos Monges, chegando a viver anos de esplendor e riqueza tanto em domínios como em cultura, tendo formado os seus abades umas das melhores bibliotecas da Galiza.
No final da Idade Média começou uma decadência em todos os centros religiosos galegos, provocada entre outras razões pelas rivalidades entre monges e colonos.
Os planos reformistas dos Reis Católicos, em 1506, fizeram que ao início da Idade Moderna ficasse agregado à Congregação de Castela, da que dependeu até a exclaustração em 1835. 

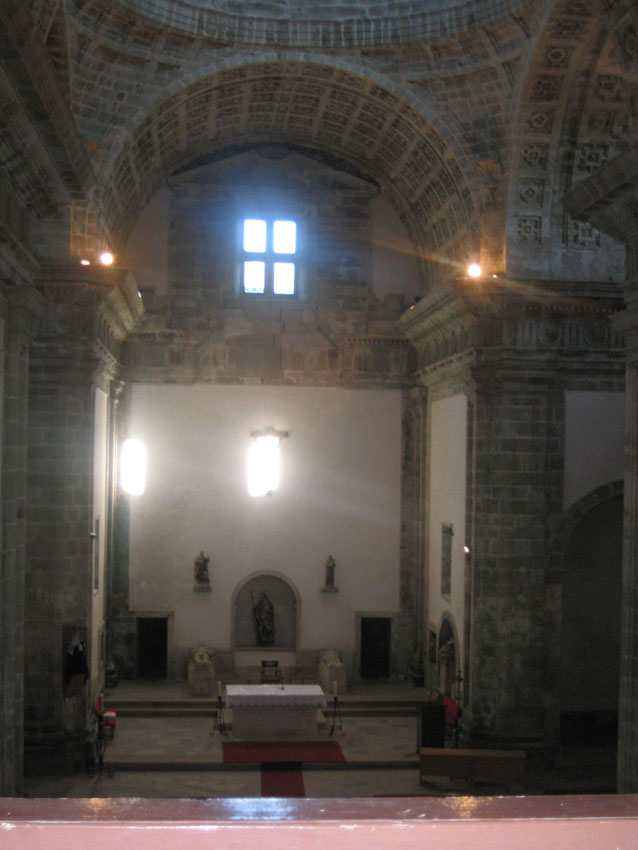
Interior do Mosteiro

## Descrição arquitetónica
A igreja é a que mais bem se conserva e salienta a fachada barroca, única na Galiza pelo xadrezado com silhares, alternando lousa com granito, quatro colunas e duas pilastras acabadas com capitéis coríntios que se elevam até a cornija superior.
A planta é de cruz latina, com uma grande cúpula na intersecção da cruz.
No interior salientam os sepulcros de D. Nuno Freire de Andrade e D. Aras Pardo no Altar maior, assim como os de D. Fernão Pérez de Andrade e D. Diego de Andrade, no lado sul do cruzeiro, todos eles nobres cavaleiros ligados a estas terras e mortos no século XV.
O edifício monacal, conta com três claustros, ao primeiro dos quais se acede pelo “claustro da hospedaria”, de estilo renascentista, conserva alguns restos do antigo cenóbio românico. O segundo, “claustro processional” de estilo também renascentista abobadado em toda a extensão. O terceiro, chamado “claustro dormitório”, de estilo barroco é o de maior extensão, desde ele pode-se apreciar a beleza da cúpula.

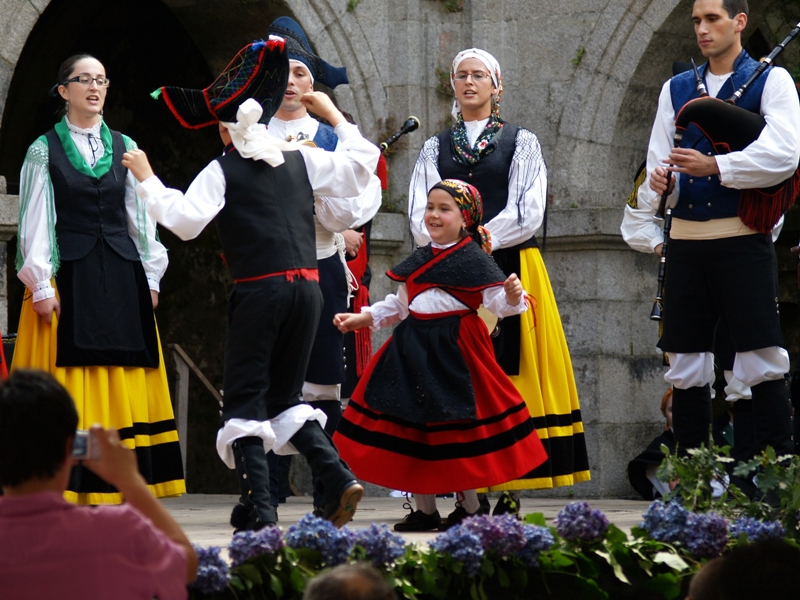
Festa musical galega no mosteiro